# Timur Valiev
Timur Valiev (19 de enero de 1990, Majachkalá, República de Daguestán, Rusia) es un artista marcial mixto ruso que compite en la división de Peso Gallo de Ultimate Fighting Championship.

## Antecedentes
Timur Valiev nació el 19 de enero de 1990 en Majachkalá, República de Daguestán, Rusia. En el instituto compitió en fútbol, y a los dieciséis años, por consejo de un amigo, se apuntó a Wushu Sanda. También entrenó kick boxing y thai boxing. Ganó una medalla de oro en el Campeonato Europeo de Pankration y el tercer puesto en la Copa del Mundo.

## Carrera en las artes marciales mixtas

### Carrera temprana
Valiev hizo su debut profesional en MMA el 4 de septiembre de 2010 en Portugal en el World Ultimate Full Contact 16 contra Olle Raberg de Suecia. Perdió la pelea por decisión unánime.

### Eurasia Fight Nights Global
Valiev se enfrentó al aspirante a la UFC Oleg Borisov el 3 de noviembre de 2012 en el EFN - Battle of Moscow 8. Ganó el combate por decisión unánime.

### World Series of Fighting
Su debut en la WSOF fue en la WSOF 10 el 14 de junio de 2014 contra Adam Acquaviva. Ganó el combate por nocaut técnico en el tercer asalto.
Valiev se enfrentó a Isaiah Chapman en el WSOF 13 el 13 de septiembre de 2014. Ganó el combate por decisión unánime.
Valiev se enfrentó a Ed West en el WSOF 19 el 28 de marzo de 2015. Ganó el combate por nocaut técnico en el primer asalto.
Valiev se enfrentó a Tito Jones en el WSOF 23 el 28 de septiembre de 2015. Ganó el combate por decisión unánime.
Valiev se enfrentó a Chris Gutiérrez en el WSOF 28 el 20 de febrero de 2016. Perdió la pelea de ida y vuelta por decisión dividida. Después de la pelea, el presidente de la WSOF, Ray Sefo, no estuvo de acuerdo con el resultado de la pelea y le dio la revancha a Valiev.
En su segunda pelea, Valiev derrotó a Chris Gutiérrez en WSOF 33 el 7 de octubre de 2016 por decisión unánime.
Se esperaba que Valiev se enfrentara a Bekbulat Magomedov el 18 de marzo de 2017 en el WSOF 35 por el título vacante de Peso Gallo. Sin embargo, Valiev se retiró de la pelea a principios de marzo citando una lesión en el codo y fue reemplazado por Donavon Frelow.

### Professional Fighters League
Valiev se enfrentó a Josenaldo Silva el 2 de noviembre de 2017 en la PFL: Fight Night. Ganó el combate por sumisión en el tercer asalto.
Valiev se enfrentó a Max Coga el 7 de junio de 2018 en PFL 1. Ganó la pelea por decisión unánime.
Originalmente se estableció una pelea entre Timur Valiev vs. Lee Coville, sin embargo, debido a razones no reveladas, Coville se vio obligado a retirarse, y fue reemplazado por su compatriota Bekbulat Magomedov el 19 de julio de 2018 en PFL 4.

### Ultimate Fighting Championship
Valiev estaba programado para hacer su debut promocional contra Jamall Emmers en un combate de Peso Pluma el 1 de agosto de 2020 en UFC Fight Night: Brunson vs. Shahbazyan. Sin embargo, Valiev fue retirado de la tarjeta dos días antes del evento por razones no reveladas y sustituido por Vincent Cachero.
Valiev fue rápidamente reprogramado y se espera que se enfrente al también novato Mark Striegl el 22 de agosto de 2020 en UFC on ESPN: Munhoz vs. Edgar. A su vez, Striegl fue retirado del combate el 20 de agosto tras dar positivo por COVID-19 y sustituido por Trevin Jones. Valiev perdió el combate por TKO en el segundo asalto. El 7 de octubre se anunció que la Comisión Atlética del Estado de Nevada (NSAC) emitió una suspensión de cuatro meses y medio para Trevin Jones, después de que diera positivo por marihuana en una prueba de drogas relacionada con su pelea. También anunciaron que la victoria de Jones fue anulada a un sin resultado debido a la violación. Se le impuso una multa de $1800 dólares y, antes de que se le vuelva a conceder la licencia en Las Vegas, Jones también tendrá que pagar una tasa de enjuiciamiento de $145.36 dólares.
Se esperaba que Valiev se enfrentara a Julio Arce el 6 de febrero de 2021 en UFC Fight Night: Overeem vs. Volkov. Sin embargo, Arce fue retirado del evento a finales de enero por razones no reveladas y sustituido por Martin Day. Ganó el combate por decisión unánime.
Valiev se enfrentó a Raoni Barcelos el 26 de junio de 2021 en UFC Fight Night: Gane vs. Volkov. Ganó la pelea por decisión mayoritaria. Esta pelea le valió el premio a la Pelea de la Noche.

## Campeonatos y logros

### Artes marciales mixtas
- Ultimate Fighting Championship
  - Pelea de la Noche (Una vez)  vs. Raoni Barcelos[33]

### Pancracio
- Federación Internacional de Pancracio
  - Campeón Mundial.
  - Campeón Europeo.
  - Copa del Mundo - 3ª.

### Grappling
- Federación Rusa de Grappling
  - Ganador del Abierto de Rusia.[34]

### Kudo
- Federación Rusa de Kudo
  - Campeonato de Daguestán - ganador.[35]

### Combate cuerpo a cuerpo
- Federación Rusa de HTH
  - Abierto de Daguestán - ganador.[35]

## Récord en artes marciales mixtas
| Resultado     | Récord   | Oponente                     | Método                                 | Evento                                  | Fecha                    | Ronda | Tiempo | Localización             | Notas |
| ------------- | -------- | ---------------------------- | -------------------------------------- | --------------------------------------- | ------------------------ | ----- | ------ | ------------------------ | --- |
| Derrota       | 18-3 (1) | Jack Shore                   | Decisión (unánime)                     | UFC Fight Night: Volkov vs. Aspinall    | 19 de marzo de 2022      | 3     | 3:00   | Londres                  | |
| Victoria      | 18-2 (1) | Raoni Barcelos               | Decisión (mayoritaria)                 | UFC Fight Night: Gane vs. Volkov        | 26 de junio de 2021      | 3     | 3:00   | Las Vegas, Nevada        | Regreso al Peso Gallo. Pelea de la Noche. |
| Victoria      | 17-2 (1) | Martin Day                   | Decisión (unánime)                     | UFC Fight Night: Overeem vs. Volkov     | 6 de febrero de 2021     | 3     | 5:00   | Las Vegas, Nevada        | |
| Sin resultado | 16-2 (1) | Trevin Jones                 | Sin resultado                          | UFC on ESPN: Munhoz vs. Edgar           | 22 de agosto de 2020     | 2     | 1:59   | Las Vegas, Nevada        | Combate de Peso Capturado (140 libras). Originalmente una victoria por TKO (puñetazos) para Jones; anulada después de que diera positivo por marihuana. |
| Victoria      | 16-2     | Taigro Costa                 | Decisión (unánime)                     | Gorilla Fighting 22                     | 13 de diciembre de 2019  | 3     | 5:00   | Krasnodar                | |
| Victoria      | 15-2     | Giovanni da Silva Santos Jr. | TKO (puñetazos)                        | Gorilla Fighting 14                     | 13 de julio de 2019      | 1     | 3:58   | Kaspisk                  | |
| Victoria      | 14-2     | Bekbulat Magomedov           | Decisión (unánime)                     | PFL 1                                   | 19 de julio de 2018      | 3     | 5:00   | Uniondale, Nueva York    | |
| Victoria      | 13-2     | Max Coga                     | Decisión (unánime)                     | PFL 1                                   | 7 de junio de 2018       | 3     | 5:00   | Nueva York               | Regreso al Pluma Pluma |
| Victoria      | 12-2     | Josenaldo Silva              | Sumisión (estrangulamiento por detrás) | PFL: Fight Night                        | 2 de noviembre de 2017   | 3     | 2:12   | Washington D. C.         | |
| Victoria      | 11-2     | Chris Gutiérrez              | Decisión (unánime)                     | WSOF 33                                 | 7 de octubre de 2016     | 3     | 5:00   | Kansas City, Misuri      | |
| Derrota       | 10-2     | Chris Gutiérrez              | Decisión (dividida)                    | WSOF 28                                 | 2 de febrero de 2016     | 3     | 5:00   | Garden Grove, California | |
| Victoria      | 10-1     | Tito Jones                   | Decisión (unánime)                     | WSOF 23                                 | 18 de septiembre de 2015 | 3     | 5:00   | Phoenix, Arizona         | |
| Victoria      | 9-1      | Ed West                      | TKO (codazos y puñetazos)              | WSOF 19                                 | 28 de marzo de 2015      | 1     | 1:39   | Phoenix, Arizona         | |
| Victoria      | 8-1      | Isaiah Chapman               | Decisión (unánime)                     | WSOF 13                                 | 13 de septiembre de 2014 | 3     | 5:00   | Bethlehem, Pensilvania   | |
| Victoria      | 7-1      | Adam Acquaviva               | TKO (rodillazo volador)                | WSOF 10                                 | 21 de junio de 2014      | 3     | 1:35   | Las Vegas, Nevada        | Regreso al Peso Gallo |
| Victoria      | 6-1      | Bruno Marques                | Decisión (unánime)                     | Battle of Stars 2                       | 16 de junio de 2012      | 3     | 5:00   | Majachkalá               | |
| Victoria      | 5-1      | Oleg Borisov                 | Decisión (unánime)                     | Fight Nights Global: Battle of Moscow 8 | 3 de noviembre de 2012   | 3     | 5:00   | Moscú                    | Debut de Peso Pluma. |
| Victoria      | 4-1      | Algiz Vakhitov               | TKO (puñetazos)                        | Colosseum Battles Champions             | 21 de octubre de 2012    | 1     | 1:34   | Ufá                      | |
| Victoria      | 3-1      | Evgeniy Lazukov              | TKO (puñetazos)                        | Dictator Fighting Championship 1        | 28 de junio de 2012      | 1     | 4:36   | Moscú                    | |
| Victoria      | 2-1      | Fernando Cosenday            | Decisión (unánime)                     | Top Fight: Battle of the Gyms           | 25 de febrero de 2012    | 2     | 5:00   | Dubái                    | |
| Victoria      | 1-1      | Gadzhimurad Gasanov          | Sumisión (barra de brazo)              | Urkarakh Fights                         | 22 de julio de 2011      | 1     | 4:28   | Urkarakh                 | |
| Derrota       | 1-0      | Olle Raberg                  | Decisión (unánime)                     | World Ultimate Full Contact 16          | 4 de septiembre de 2010  | 1     | 1:00   | Viseu                    | Debut de Peso Gallo. |